# Вучко (талісман)
Вучко (серб. кир.: Вучко) — олімпійський талісман зимових Олімпійських ігор 1984 року в Сараєво. Його створив словенський художник Йоже Тробец. Талісман являє собою вовка, багато з яких живуть у Динарських Альпах, де розташоване Сараєво. Своїми усміхненими, переляканими або серйозними виразами обличчя Вучко надав вовку доброзичливого вигляду, допомагаючи трансформувати часто жорстокий образ, яким тварина користувалася раніше.
Талісман був обраний на конкурсі, в якому взяли участь 836 учасників. Після первинного відбору було обрано шість проєктів. Серед інших пропозицій були сніжок, гірський козел, ласка, ягня та їжак. Пізніше читачі різних газет і журналів могли проголосувати за остаточний талісман. У фінальному голосуванні Вучко отримав більше голосів, ніж усі інші талісмани-кандидати разом узяті.